# 小王子 (2015年電影)
《小王子》（法語：Le Petit Prince）是一部2015年上映的跨國製作動畫電影，改編自法國作家安東尼·德·聖-埃克蘇佩里的同名暢銷小說。小說出版後，多次改編成動畫及電影，例如1974年由英美合製的電影《小王子》（The Little Prince）、1978年由日本製作的電視動畫《小王子歷險記》（星の王子さま プチ☆プランス）、2010～2013年的法國同名電視動畫等。2015年的動畫電影由《功夫熊貓》導演馬克·奧斯朋執導。此動畫分為法語及英語兩種版本，英語版網羅了多位好萊塢知名明星參與配音，卡司有詹姆斯·法蘭科、瑞秋·麥亞當斯、班尼西歐·狄奧·托羅等人。
本動畫電影在2015年5月29日第68屆坎城影展期間首映，其後陸續在各國院線上映，這部電影獲得佳評如潮，動畫風格、配音、角色刻畫、情感深度、對原作的致敬獲得評論家的青睞，以7500 萬歐元的預算獲得了 9760 萬美元的票房，成為有史以來在海外最成功的法國動畫電影。

## 劇情概要
故事環繞著一名小女孩、年老的飛行員、還有小王子之間的故事：小女孩成長於單親家庭，母親是忙碌的上班族，對她抱予極大期望。母女倆搬家至新社區後，母親為了讓她進入著名的沃斯學院 (Werth Academy)，為小女孩制定了一套行程緊湊的教練生活計劃，試著讓小女孩接受她的安排用功讀書，將來成為社會上的可用之材，由於母親忙於工作，加上小女孩受母親安排的生活規畫影響，大多數時間她都是一個人在自己的房間唸書，這讓小女孩沒有時間玩耍或交朋友感到窒息。
某日小女孩在唸書時，一張附有文字的圖畫隨風飄在她的書桌上，圖上畫的是《小王子》的故事內容。她試著尋找畫的主人，之後在一處草地上發現一架紅色的螺旋槳飛機，有位年老的飛行員在那裡，親自將畫作交還給老飛行員。以此事為契機，小女孩和老飛行員成為朋友，給她講述了「小王子」的故事，老飛行員聲稱「小王子」是他在年輕時期在撒哈拉沙漠遭遇飛機迫降事故後遇到的一個孩子。他們一見面，孩子就透露他需要一隻羊。由於年輕時的飛行員繪畫技巧欠佳，於是為他畫了一個盒子，裡面有一隻羊，滿足了小王子的請求，飛行員和小王子成了朋友。
小王子的家園是“小行星B-612”，上面長滿了猴麵包樹芽。當小王子清理完樹芽後，發現了一朵玫瑰，親自將這朵玫瑰培育成長至開花。儘管玫瑰成為了他的朋友，她卻很自我中心且嬌嫩，當時不懂得相愛的小王子為此和玫瑰產生隔閡，選擇離開玫瑰和他居住的小行星展開旅程。在旅途中，他遇到了來自其他小行星的成年人，例如國王、自負的人和富有的商人。小王子最終降落在地球上，與一隻紅狐狸成為了朋友，狐狸教導小王子「馴服」牠建立羈絆，後來向小王子告別，建議他永遠用心去看事物，原因是重要的事物只有用心看才能看見。飛行員送給女孩一隻絨毛狐狸玩偶作為禮物，並告訴她他很快就會出發去尋找小王子。
小女孩為自己能夠認識老飛行員與知道小王子的故事感到喜悅，但是母親對於小女孩沒有遵守她的生涯規畫感到生氣，甚至給小女孩加倍安排需要完成的課題與行程。儘管如此，女孩還是繼續閱讀小王子的故事，偷偷拜訪了飛行員，想知道故事的結局。飛行員透露，小王子為了與心愛的玫瑰團聚，被毒蛇咬傷而死。儘管飛行員向她保證他相信小王子成功回歸行星與玫瑰重逢，但是小女孩對黑暗的結局感到不安，希望自己從未見過飛行員或聽過這個故事。此後她試著忘記小王子，依照母親的安排專注於她的作業。
夏天接近尾聲時，飛行員因身體狀況欠佳住院療養。小女孩決定扭轉局面，出發尋找小王子，她潛入飛行員的院子裡，在她已經有意識的毛絨玩具《狐狸》和《小王子》的故事頁的陪伴下，將飛行員現已固定的飛機送入太空。當他們降落在商人擁有的一顆小行星上時，發現所有的星星都消失了，小行星上居住著被迫勞動的成年人。他擁有所有星星來為他的小行星和財產（包括他的員工）提供動力。在遇到警察和電梯操作員（原來是自負者和國王）後，他們找到了小王子。令他們驚訝的是，他變成了“王子先生”，一個焦慮和失去夢想的成年人，為商人擔任看門人，對自己的過去沒有任何記憶。
王子先生（小王子）將小女孩帶到一所“學院”，在那裡通過老師控制的機器將她“改造”為成年人。但後來王子先生（小王子）從飛行員的書頁上，認出了當年飛行員繪製給他的羊盒子的圖案，他開始恢復記憶，並通過將老師放入機器中來將女孩從同樣的命運中拯救出來。
王子先生（小王子）和小女孩一起逃離了商人，從他的玻璃穹頂中解放了所有星星，這些星星回到了天空中應有的位置。小女孩和狐狸隨後將王子先生（小王子）帶回 B-612，但此時的小行星B-612遍佈著死去枯萎的猴麵包樹，更讓王子先生（小王子）心碎的是，他們發現玫瑰已經凋零了。然而，當王子先生（小王子）在日出中看到玫瑰的形象，體認只要自己記住玫瑰、玫瑰將會永遠存在他的心裡後，他又變回了年輕時的自己（小王子），猴麵包樹也消失了，他重新充滿了希望。
女孩和再度變回普通絨毛玩偶的狐狸正式回家。第二天早上，她和母親到醫院探望飛行員。女孩為先前的事情向老飛行員道歉，她將之前鬆散的書頁裝訂成一本書，將所有之前缺少的部分都修補完畢。後來，小女孩如同母親規畫的進入沃斯學院學習，她還和母親和解，母親也為先前過於嚴厲控制她的態度與行動致歉。故事尾聲，小女孩和母親在某一天晚上凝視著星空，同時聽到小王子和飛行員在小行星 B-612 上喜悅的笑聲。

## 配音員

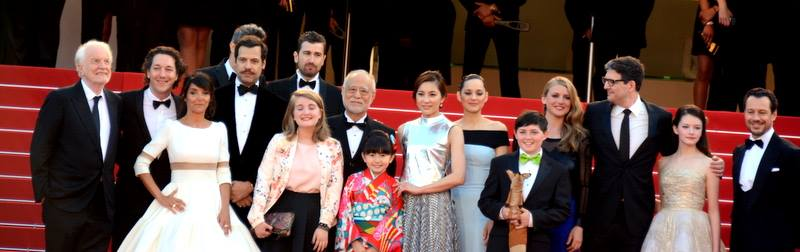
2015年坎城影展電影《小王子》團隊

| 角色         | 法語配音                                | 英語配音                                | 中國大陸 普通話配音       | 台灣華語配音     | 香港粵語配音 |
| ------------ | --------------------------------------- | --------------------------------------- | ------------------------- | ---------------- | ------------ |
| 小女孩       | 卡拉·波因夏爾 （Clara Poincaré）        | 麥肯基·弗依 （Mackenzie Foy）           | 黄忆慈（Christine Huang） | 穆宣名           | 王菀之       |
| 飛行員       | 安德雷·杜索里爾 （André Dussollier）    | 傑夫·布里吉 （Jeff Bridges）            | 黄渤（Bo Huang）          | 徐健春           |              |
| 母親         | 芙洛琳絲·佛瑞斯提 （Florence Foresti）  | 瑞秋·麥亞當斯 （Rachel McAdams）        | 袁泉（Quan Yuan）         | 孫若瑜           |              |
| 小王子       | 安德烈·聖塔馬力亞 （Andrea Santamaria） | 瑞利·奥斯朋 （Riley Osborne）           | 易烊千玺（Jackson Yee）   | 田馥甄（Hebe）   |              |
| 王子先生     | 吉翁·卡納 （Guillaume Canet）           | 保羅·路德 （Paul Rudd）                 | 黄磊（Lei Huang）         | 郭霖             | 張敬軒       |
| 狐狸         | 文森·卡索 （Vincent Cassel）            | 詹姆斯·法蘭科 （James Franco）          | 馬天宇                    | 陳嘉樺（Ella）   |              |
| 玫瑰         | 瑪莉詠·柯蒂亞 （Marion Cotillard）      | 瑪莉詠·柯蒂亞 （Marion Cotillard）      | 周迅                      | 任家萱（Selina） |              |
| 蛇           | 吉翁·佳里恩 （Guillaume Gallienne）     | 班尼西歐·狄奧·托羅 （Benicio del Toro） | 胡海泉（Cannon）          | 陳國偉           |              |
| 校長         |                                         | 保羅·吉亞瑪提 （Paul Giamatti）         |                           | 佟紹宗           |              |
| 國王         |                                         | 巴德·柯特 （Bud Cort）                  | 小柯（XiaoKe）            | 陳宗岳           |              |
| 商人         | 萬桑·藍東 （Vincent Lindon）            | 艾伯特·布魯克斯 （Albert Brooks）       | 张译（Yi Zhang）          | 李英立           |              |
| 愛慕虛榮的人 | 羅倫·拉菲帝 （Laurent Lafitte）         | 瑞奇·热维斯 （Ricky Gervais）           | 王自健（Zi Jian Wang）    | 陳進益           |              |

## 反响
烂番茄新鲜度92%，Metacritic上得到70分，獲得許多好評。中国收获1.584亿人民币。

## 外部連結
- 官方网站
- 互联网电影数据库（IMDb）上《小王子》的资料（英文）
- Metacritic上《小王子》的資料（英文）
- Box Office Mojo上《小王子》的資料（英文）
- AllMovie上《小王子》的资料（英文）
- 爛番茄上《小王子》的資料（英文）
- 開眼電影網上《小王子》的資料（繁體中文）
- 豆瓣电影上《小王子》的資料 （简体中文）